# 조제프 기예모
조제프 기예모(프랑스어: Joseph Guillemot, 1899년 10월 1일 ~ 1975년 3월 9일)는 프랑스의 육상 선수로 1920년 하계 올림픽 5000m 금메달리스트이다.
오트비엔주 르도라에서 태어나 제1차 세계 대전에 참전한 기예모의 폐가 유황 가스에 의하여 손상되었다. 또한 그의 심장이 가슴의 오른손 부분에 위치해 있었다. 이럼에 불구하고, 신장 160cm, 몸무게 54kg의 기예모는 자신의 부대 크로스컨트리 선수권을 우승하였다.
이듬해 프랑스 군사 선수권 대회를 우승하고, 1920년 자신의 첫 5000m 국내 타이틀을 우승하여 올림픽에 출전하는 자격을 얻었다. 올림픽에서 우승 후보는 파보 누르미였다.
5000m 결승전에서 코스의 첫 부분에서 위험성 있는 스웨덴의 에리크 바크만과 루나르 팔크가 지치면서 누르미는 대답한 전략을 안출하였다. 3 바퀴 후에 누르미가 선두로 달려 더 속력을 내고, 기예모 만이 그를 따랐다. 절반의 길에서 기예모는 아직도 양보를 거부하고, 누르미는 마음을 잃기 시작하였다. 마지막 커브에서 기예모는 외부에서 누르미를 지나면서 마지막 극도의 속력에 예사롭지 않게 누르미는 완료적으로 포기하여 우승자가 테이프를 끊은 4초 후에 결승선에서 조깅하였다.
10,000m 결승전은 거의 3시간 동안 알베르 1세의 요구에 의하여 나왔다. 기예모는 거대한 점심을 먹고 그걸 들었으며, 배부르고 사이즈가 너무 큰 운동화를 신고 달리면서 만족하게 은메달을 땄다.
올림픽이 끝나고 1922년 국제 크로스컨트리 선수권 대회를 개인적으로 우승하고, 그해와 1926년 프랑스 팀을 1위로 이끌었다. 그는 5000m의 국내 타이틀을 3개의 제전에서 우승하였으나, 프랑스 육상 연합과 자신 사이의 불일치로 다음 올림픽을 놓치고 말았다. 그는 2개의 세계 기록 - 5분 34.8초(2000m)와 8분 42.4초(3000m).
지나친 흡연을 해온 그는 75세의 나이로 파리에서 사망하였다.